# Complement (taalkunde)
In de redekundige ontleding, een onderdeel van de traditionele zinsalanalyse of ontleding, is een complement (letterlijk 'aanvulling') een zinsdeel dat  de zinskern van onderwerp en gezegde zodanig aanvult dat een volledige zin tot stand komt. Weglating van een complement maakt een zin niet altijd grammaticaal onjuist en semantisch onvolledig.  

## Voorwerpen als complementen
Tot de complementen worden de grammaticale voorwerpen gerekend, met name het lijdend voorwerp, het voorzetselvoorwerp en het meewerkend voorwerp:
- Ik gaf (zinskern) hem (meewerkend voorwerp / complement 1) een cadeau (lijdend voorwerp / complement 2).

Niet in alle gevallen echter zijn ze echt een complement: 

- Jan leest (een boek) <optioneel>
- Ik betaal (voor Piet) <optioneel> (de koffie)<optioneel>

Het criterium is steeds dat van de weglaatbaarheid zonder ingrijpende betekenisverandering. 
Ook zijn er diverse soorten bepalingen die een complementsfunctie vervullen (zie hieronder).

## Bepalingen als complementen

### Onderwerps- en objectscomplementen
1. Het onderwerpscomplement kan het naamwoordelijk deel van het gezegde zijn: 
- Zij lijkt in orde (in orde is naamwoordelijk deel van het gezegde en onderwerpscomplement).

2. Het objectscomplement is een bepaling die bij het directe of indirecte object hoort. Dit is meestal een zelfstandig naamwoord of bijvoeglijk naamwoord: 
- Hij noemde haar een dwaas (een dwaas is het objectscomplement).

- We verklaarden hem gek (gek is het objectscomplement).

## Bijwoordelijke bepalingen
Een bijwoordelijke bepaling kan soms ook  de functie van complement vervullen. Ze is dan niet zoals gewoonlijk weglaatbaar:
- Hij is in de tuin (in de tuin is bijwoordelijke bepaling en onderwerpscomplement).
- De burgemeester woont mooi.

- Hij liep (zinskern) door de gang (bijwoordelijke bepaling / complement). Hij liep (de zinskern) alleen is hier als mededeling eigenlijk onaf. In principe, dus in andere gevallen, kan deze zelfde zinskern wel een complete zin vormen.

### Bepaling van gesteldheid
De bepaling van gesteldheid kent twee ondervormen die soms ook de functie van complement kunnen vervullen:

#### Resultatieve werkwoordsbepaling
- Het lawaai klonk onheilspellend.
- Twee kapiteins betekent ellende.
- Uiteindelijk benoemden we haar toch tot voorzitter.

#### Predicatieve subjects-/objectsbepaling
Dit subtype van de bepaling van gesteldheid kan soms ook de functie van complement vervullen. 
- Marianne trad op als mentor.
- Handgeschreven nemen we sollicitaties niet in behandeling.

### Bijzinnen als complementen
Een niet-bijvoeglijke bijzin is geen onderdeel van een argument, maar doet zelf dienst als zodanig (zie ook complementeerder). Zo'n bijzin kan ook een complement zijn:
- Ik vind dat de regering het best goed doet.

## Verwante begrippen
Met "argumenten" worden niet-verbale constituenten in het algemeen bedoeld, dus behalve alle complementen ook het onderwerp en het lijdend/meewerkend voorwerp. Daarnaast kan de term "argument" ook nog slaan op iets dat niet expliciet in de zin genoemd wordt.
Satellieten zijn vaak ook complementen, maar dit is niet altijd het geval. Het criterium is hier of de betekenis van de zin fundamenteel verandert wanneer de satelliet wordt weggelaten; is dit het geval, dan is de satelliet tevens een complement.